# 留保
留保（りゅうほ）とは、国際法における制度で、国が多数国間条約について署名、批准、受諾、承認または加入をする際に、当該条約の特定の規定に関して自国についての適用を排除・変更する目的をもって行われる一方的宣言である。
多数国間条約が一般化した1880年ころに確立された国際慣習であるとされる。

## 概説
国が多数国間条約の批准などを検討する際、条約全体の趣旨・目的、理念などには賛同するが、当該国の国内法や歴史的・文化的背景などにより、ある特定の規定については受け入れ難いということは少なくない。
そのような場合に、本来ならば当該規定のみを理由として批准などを行うことを諦めざるを得なかった国家が、留保の制度を利用することにより、当該規定の自国についての適用を排除・変更した上で条約に批准などをすることが可能となる。これにより、より多くの国が多数国間条約の当事国になることを促進し、条約の普遍性を確保することができる。
留保は原則として付することができるが、
1. 条約が留保を付することを禁止している場合[1]
2. 条約が特定の留保のみを付することができると定めている場合で、その特定の留保に該当しないとき
3. 「両立性の基準」に反するとき

には、留保を付することができない。
留保は、条約への署名、条約の批准、受諾、承認または条約への加入の際に宣言を行うことにより表明する。条約に別段の定めがない限り、原則として、その宣言を条約の他の締約国のうち、1か国でも受諾すれば留保が成立する。
例外的に、条約が明示的に留保を認める場合は他国の受諾を要しない。また、他国の同意が条約上不可欠である場合は全ての参加国の同意を必要とする（条約法条約19条、20条）。留保が成立した場合、留保国と留保受諾国の関係では、留保付きの条約関係が成立する。留保に対し異議を申し立てた国家も、同様に、留保付きの条約関係が成立する。
ただし、異議申し立ての際に留保国との間での条約関係の成立に反対する意思表示を明示的に行った場合は、留保国と異議申し立て国との間では条約関係そのものが成立しない。留保国以外の当事国間では、留保付きでない通常の条約関係のままである。
留保、留保に対する異議は他国の同意なく、いつでも撤回することができる。なお留保制度は、1969年に条約法条約において法典化されたが、条約法条約はそれ以前の国際慣習法の存在を否定するものではない。

## 留保の許容性
留保は条約の普遍性を促進するが、留保を際限なく認めてしまうと権利義務関係が各当事国間でそれぞれ異なるという事態を招来し、条約の一体性を著しく損なうことになる。そこで、どのような留保が認められ、どのような留保が認められないかが問題となる。
第1次世界大戦後には主に、国際連盟で用いられたもので、全ての当事国が全会一致で留保を受諾することを必要とするという連盟慣行（全当事国一致の原則）と、留保に異議を申し立てる国があっても、留保国と異議申し立て国との間では条約関係が成立しないが、留保国と留保受諾国の間では条約関係が成立するという汎米機構方式が用いられた。
条約の一体性を重視するか（連盟慣行）条約の普遍性を重視するか（汎米機構方式）という違いがあるものの、両者とも留保を受諾するか異議を申し立てるかは各当事国の裁量であり、客観的な基準がなかった。
しかし、ジェノサイド条約留保事件において国際司法裁判所（ICJ)は、留保の許容性は留保と条約の趣旨・目的との両立性、すなわち、留保を付した結果それが条約の趣旨及び目的を失わせるかどうかによって判断されるという「両立性の基準」を採用した。これは条約法条約の規定にも受け継がれ、条約法条約は「当該留保が条約の趣旨及び目的と両立しないものであるとき」は留保を付することができないとした。ほかにも、上述した通り、条約が留保を付することを禁止している場合、条約が特定の留保のみを付することができると定めている場合で、その特定の留保に該当しないときにも留保を付することができない。
ただし、条約法条約の規定ぶりを見ると、「両立性の基準」は留保国のみが留保を付する際に拘束されるのか、それとも留保国以外も拘束されるのか（留保が「両立性の基準」に反するときに異議を申し立てる義務があるのか）はあいまいである。また、「両立性の基準」を採用したといっても、留保が「両立性の基準」に反するかどうか判断するのは各当事国に委ねられている。そのため、仮に留保国以外も「両立性の基準」に拘束されるとしても、実際に「両立性の基準」に反する留保が一応成立した場合その留保は無効になるのか、留保受諾国と留保国との関係では例え「両立性の基準」に反する留保であっても有効なのか、という問題がある。前者の立場（「両立性の基準」に反する留保は無効）を許容性学派、後者の立場（「両立性の基準」に反する留保であっても有効になり得る）を対抗力学派という。
条約の留保は、本来の意義を失うまたは減じる可能性から国内外から批判が寄せられることがある。たとえば1993年6月25日に採択されたウィーン宣言及び行動計画は第1部第26項においてすべての国に可能な限り留保を避けるように要請している。この採択は各国の全権大使による採決（コンセンサス方式）によるものであり、批准を経ていない限り各国の国内法に法制化を義務づける性質のものではないが、一方で各国中央政府の行政責任者を拘束し、あるいは準拠することを世界人権会議から望まれる性質のものである。
現在、日本が留保を行っている例としては、国際人権規約（特に経済的、社会的及び文化的権利に関する国際規約）や人種差別撤廃条約などがあげられる。

## 解釈宣言
解釈宣言は条約の特定の規定について複数の解釈が可能な場合に当該規定の解釈や適用範囲を特定するために行う宣言のことである。留保とは異なり、あくまで解釈を特定させるだけであり、当該規定の自国への適用について排除・変更をもたらすことを意図するものではない。ただ実際の宣言には留保なのか解釈宣言なのかあいまいな場合もあり、区別することが困難な場合も少なくない。
また、解釈宣言を条約の批准、承認、受諾、条約への加入の条件とするものを条件付解釈宣言といい、これは実質的に留保と同義である。条件付解釈宣言の対比として通常の解釈宣言を単純解釈宣言と呼ぶこともある。